# Ermida de Nossa Senhora de Lourdes (São Tiago)

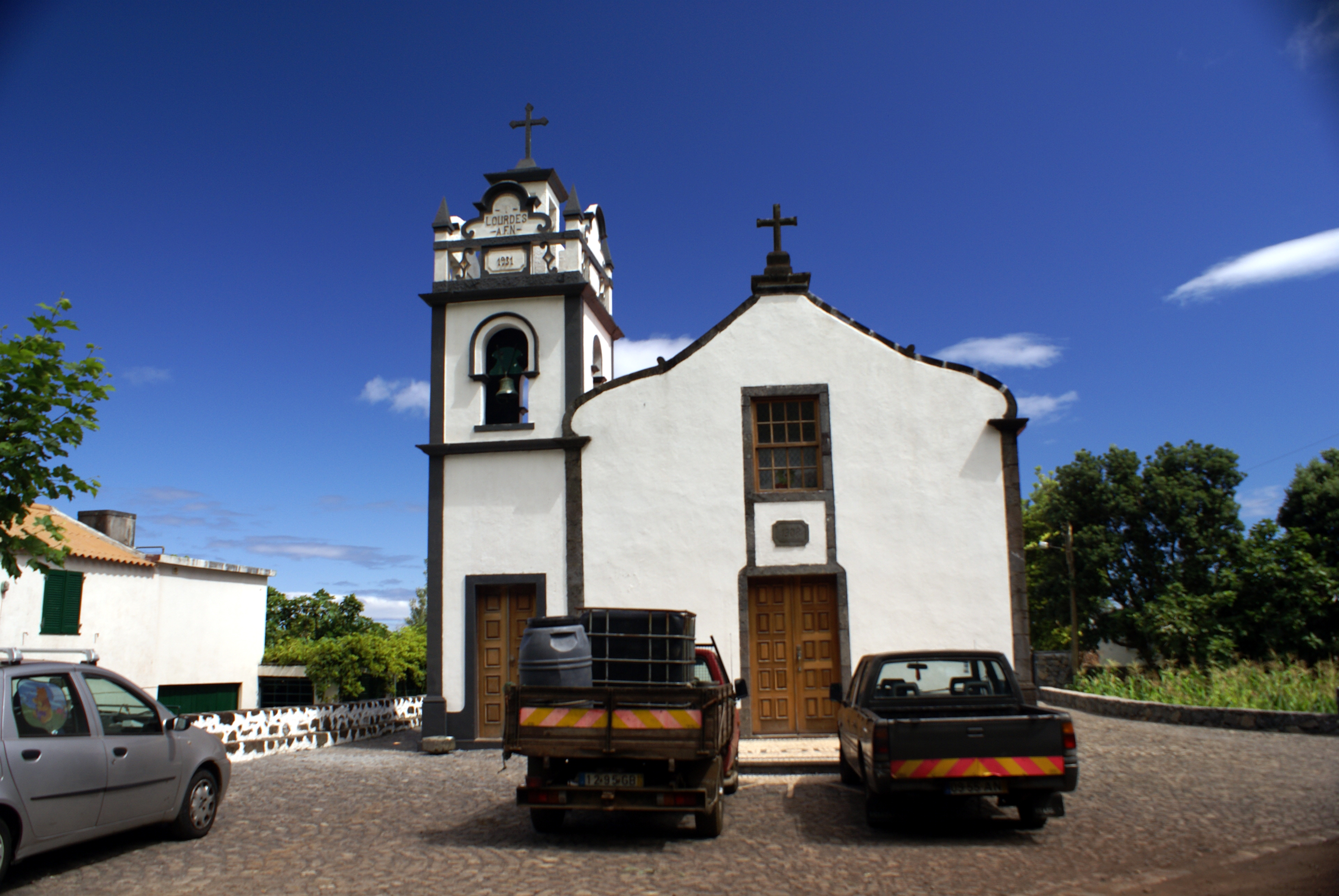
Ermida de Nossa Senhora de Lurdes, fachada.

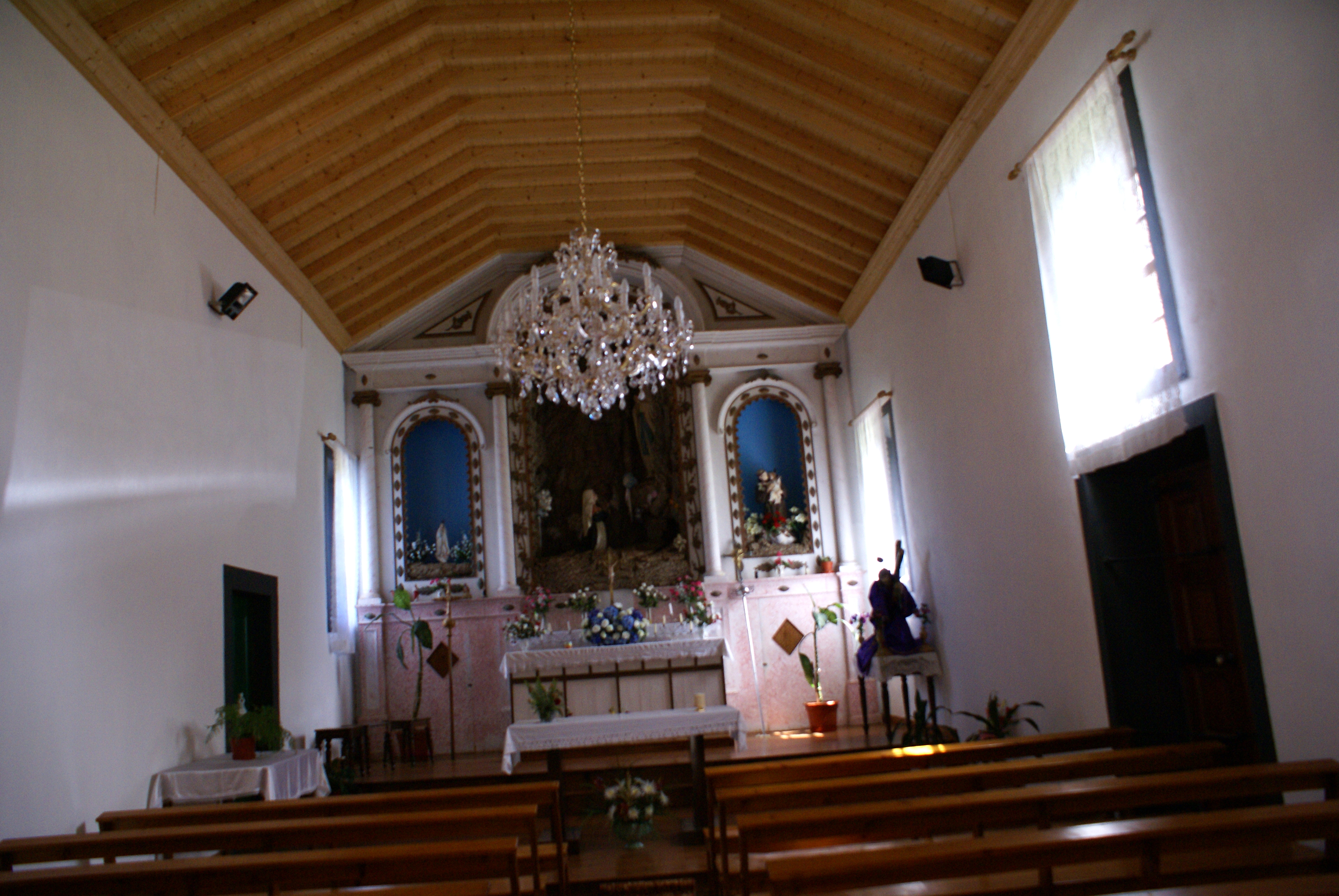
Ermida de Nossa Senhora de Lurdes, interior.

A Ermida de Nossa Senhora de Lourdes é uma ermida portuguesa localizado na Fajã dos Cubres, freguesia da Ribeira Seca, no concelho da Calheta, Ilha de São Jorge, arquipélago dos Açores.
Segundo acta transcrita no livro inédito e incompleto do falecido Padre Manuel Azevedo da Cunha, esta ermida foi inaugurada no dia 18 de Outubro do ano de 1908. Para a construção da mesma havia sido constituída uma Comissão Administrativa, mas a verdade é que tal empreendimento se deveu a António Faustino Nunes, filho da referida Fajã e na altura emigrante na Califórnia, Estados Unidos, benemérito na verdadeira acepção da palavra que a fez inteiramente à sua custa, dado também o terreno e correspondendo assim aos desejos dos seus conterrâneos que até então para ouvir missa tinham de ir à igreja da Fajã da Caldeira de Santo Cristo que fica à distância de 6 quilómetros.
Foi o referido benemérito quem quis que o templo fosse dedicado à Virgem de Lourdes. A imagem desta com a vidente Bernardette, viera do Porto e percorrera todas as freguesias da ilha, em peditório, tendo sido conduzida para a sua ermida na véspera da inauguração desta.
Conta o referido Padre Azevedo da Cunha alguns factos memoráveis, ocorridos durante a construção: a queda providencial de uma pedra, da rocha próxima, que serviu para pedestal da Cruz; a queda de um trabalhador de um andaime com a altura de cinco metros, sem que o dito trabalhador nada sofresse, e ainda o aparecimento a poucos metros da ermida de uma nascente que há muito havia secado.
Próximo a esta ermida localiza-se um afloramento da Lençol freático cuja água é tida por milagrosa pela população da ilha que desde há muitas épocas a utiliza para os mais variados fins.